# 百世快递
百世快递，全称百世汇通快递有限公司，位於中国大陆一家民营快递企业，成立于2003年5月。主要经营中国大陆内的快递业务。

## 历史
2017年8月21日，京东平台终止与天天快递和百世快递的合作，理由是“综合服务质量较差，违反平台规则”。
2021年3月，消费者反映百世快递的包裹运输缓慢、长时间无人配送或配送时间过长，其中涉及到北京、深圳、重庆等地网点。
2021年12月17日，百世集团完成将国内快递业务售予极兔速递。

## 外部連結
- 百世——创新型综合物流服务提供商 （页面存档备份，存于）
- 关于百世 - 百世概况 （页面存档备份，存于）